# Pino Donaggio
Pino Donaggio   (Burano, 24 de novembre de 1941) és un cantant italià força popular.
L'any 1966 enregistrà un EP en català amb adaptacions de quatre temes propis: "El seu nom és Maria", "Jo que no puc viure sense tu", "Com simfonia" i "Motius d'amor".